# اس‌ام‌اس کرموران (۱۹۰۹)
اس‌ام‌اس کرموران (۱۹۰۹) (به انگلیسی: SMS Cormoran (1909)) یک کشتی بود. این کشتی در سال ۱۹۰۹ ساخته شد.